# Итайополис
Итайо́полис (порт. Itaiópolis) — муниципалитет в Бразилии, входит в штат Санта-Катарина. Составная часть мезорегиона Север штата Санта-Катарина. Входит в экономико-статистический  микрорегион Каноиньяс. Население составляет 20 181 человек на 2006 год. Занимает площадь 1295,3 км². Плотность населения — 15,6 чел./км².

## История
Город основан 28 октября 1918 года.

## Статистика
- Валовой внутренний продукт на 2003 составляет 180.740.858,00 реалов (данные: Бразильский институт географии и статистики).
- Валовой внутренний продукт на душу населения на 2003 составляет 9.184,45 реалов (данные: Бразильский институт географии и статистики).
- Индекс развития человеческого потенциала на 2000 составляет 0,738 (данные: Программа развития ООН).